# Ziemiozorek pomarszczony

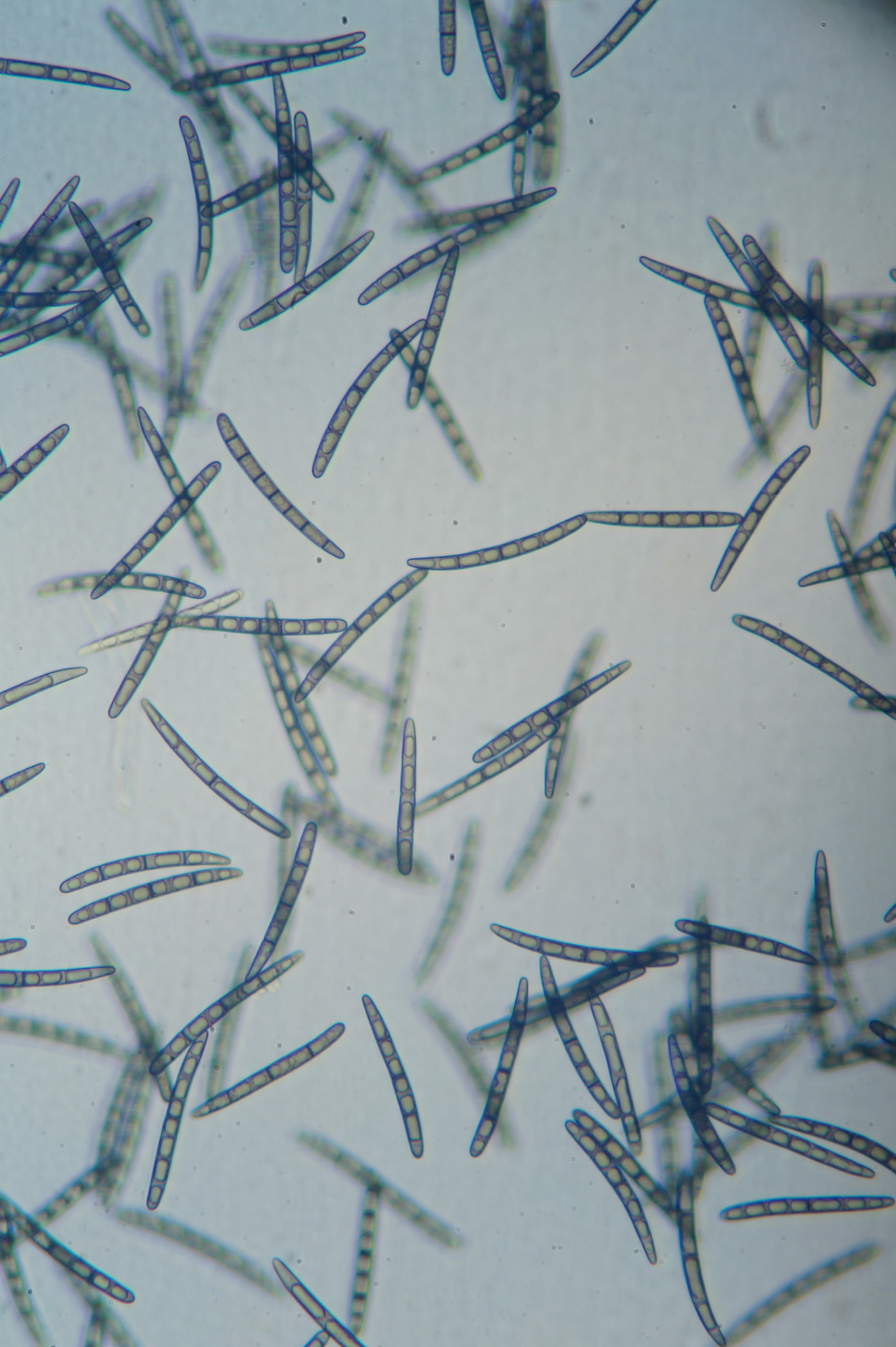
zarodniki

Ziemiozorek pomarszczony (Geoglossum umbratile Sacc.) – gatunek grzybów z monotypowej rodziny Geoglossaceae.

## Systematyka i nazewnictwo
Pozycja w klasyfikacji według Index Fungorum: Geoglossum, Geoglossaceae, Geoglossales, Incertae sedis, Geoglossomycetes, Pezizomycotina, Ascomycota, Fungi.
Po raz pierwszy opisał go w 1878 r. Pier Andrea Saccardo. Synonimy:
- Geoglossum nigritum var. heterosporum Mains 1954
- Geoglossum peckianum f. umbratile (Sacc.) Massee 1897
- Geoglossum umbratile var. heterosporum (Mains) Maas Geest. 1965[2].

Polską nazwę zarekomendowała Komisja ds. Polskiego Nazewnictwa Grzybów.

## Morfologia
Owocnik
Wysmukły, maczugowaty, czarniawy, o wysokości 2–10 cm, składający się z płodnej główki i sterylnego trzonu. Główka wyraźnie wyodrębniona, o szerokości 4–7 mm, często spłaszczona, z jednym podłużnym rowkiem, czarna, w stanie suchym naga. Trzon cylindryczny, czasami spłaszczony, nagi lub pokryty bardzo drobnymi, łatwo ścierającymi się łuseczkami, czarny lub bardzo ciemnobrązowy. Miąższ cienki, czarny lub białawy, bez wyraźnego zapachu.
Cechy mikroskopowe
Worki wrzecionowate, 8-zarodnikowe, 150–180 × 15–22,5 µm. Askospory cylindryczne lub niemal wrzecionowate, czasem maczugowate, 55–90 × 5–8 µm, lekko zakrzywione, gładkie, przeważnie z 7 przegrodami, ale czasem z inną liczbą przegród, w KOH ciemnobrązowe lub niemal czarne. Parafizy o szerokości 2,5–5 µm, wyrastające do około 20 µm powyżej worków, cylindryczne. Ich maczugowate, półkuliste, nieregularnie napęczniałe lub tylko zaokrąglone wierzchołki mają szerokość do 8 µm, czasami mają przegrody, ale nie są na nich zwężone, w KOH są szkliste do brązowych. Bardzo często ich końce są zakrzywione. Parafizy na trzonie podobne, ale krótsze i nie żelowane.
Gatunki podobne
Identyfikacja ziemiozorków wymaga analizy cech mikroskopowych. Na podstawie cech makroskopowych można ją zawęzić do kilku gatunków, ale definitywnie rozstrzygnąć to można tylko badaniem mikroskopowym. Dla ziemiozorka pomarszczonego charakterystyczne są zarodniki o długości 55–90 µm, prawie zawsze 7-przegrodowe i parafizy o zagiętych końcach.

## Występowanie i siedlisko
Ziemiozorek pomarszczony występuje na niektórych wyspach i na wszystkich kontynentach poza Afryką i Antarktydą. W Polsce M.A. Chmiel w 2006 r. przytoczyła dwa jego stanowiska, w późniejszych latach znaleziono jeszcze inne stanowiska tego gatunku. Aktualne stanowiska podaje także internetowy atlas grzybów. Znajduje się w nim na liście gatunków rzadkich i wartych objęcia ochroną.
Grzyb naziemny, saprotrof rosnący w lasach liściastych i iglastych, zwykle wśród mchów, czasami na omszałych kłodach. Owocniki od lata do jesieni, na obszarach o cieplejszym klimacie także zimą.